# Литература Руанды
Литература Руанды исторически базируется на устной традиции. Письменная традиция в Руанде зародилась только в XX веке. На современную руандийскую литературу огромное влияние оказали события, связанные с геноцидом общности тутси в Руанде.

## Устная традиция
Исторически в Руанде литература делилась на монархическую и народную.
Монархическая была официальной, профессия писателя передавалась по наследству. Генеалогическое древо монарха, королевские мифы, королевская поэзия, королевские ритуалы, — за всё это была ответственная официальная литература.
Принципиальное отличие народной литературы состояло в её нерегламентированности: ни форма, ни содержание не определялись властью. Были популярны истории про представителей основных семейств Руанды, самовосхваления, героические, пастушечьи и охотничьи тексты, пословицы и поговорки, загадки, народные песни.

## Письменная традиция

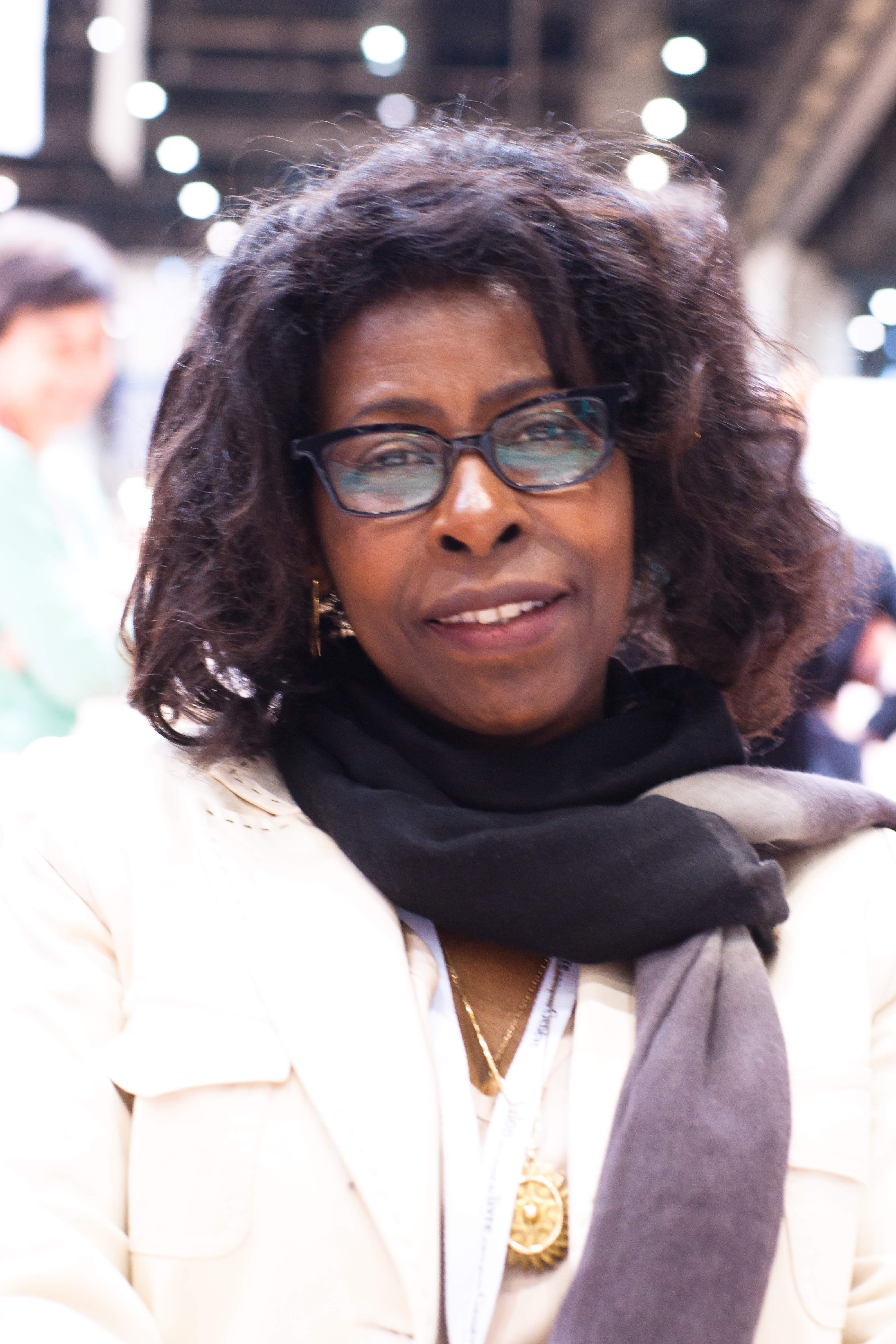
Руандийская писательница Сколастик Муказонга

Первые поэмы на киньяруанда были написаны собирателем руандийского фольклора аббатом Алексисом Кагаме в середине XX века.
Первым франкоязычным писателем Руанды стал Саверио Найигизики.
Среди значимых для руандийской литературы писателей присутствуют также Франсуа-Ксавье Муньяругереро, Сиприен Ругумба, Бенжамин Сехене, Сколастик Муказонга, Йоланде Мукагасана и ряд других.